# Daniel Mayer
Daniel Mayer (Parijs, 29 april 1909 - Orsay (Essonne), 29 december 1996) was een Frans, socialistisch politicus. 
Toen in 1940 in Frankrijk de Tweede Wereldoorlog uitbrak, ging Mayer in het verzet. Hij was een goede vriend van Léon Blum. 
Na de oorlog bleef hij vanaf 1946 nog een tijd politiek actief voor de socialistische partij. Van 1946 tot 1949 was hij minister.
- Bibliothèque nationale de France: cb12322369n (data)
- Gemeinsame Normdatei: 122810953
- International Standard Name Identifier: 0000 0001 0921 1566
- Library of Congress Control Number: n81144637
- Nationale Bibliotheek van Tsjechië: skuk0003987
- Nationale Bibliotheek van Israël: 987007265138305171
- Nationale Bibliotheek van Polen: a0000002237305
- Système universitaire de documentation: 032135033
- Virtual International Authority File: 85173439
- WorldCat: E39PBJk93TtPmHKjJF6ywQCfbd